# Градска кухиња (филм из 2003)
Градска кухиња (грч. Πολίτικη Κουζίνα, енгл. A touch of spice) је наслов грчког драмског филма, продукције из 2003. године у режији и по сценарију Тасоса Булметиса.

## Назив
Наслов у оригиналу гласи Πολίτικη Κουζίνα (Politiki Kouzina) што значи Градска кухиња и односи се на кухињу Цариграда. Међутим, у промотивном материјалу филма, реч Politiki написана је великим словима и услед мањка акцента, дозвољава још једно тумачење, као Πολιτική Κουζίνα (Politiki Kouzina)  што значи Политичка кухиња, наглашавајући тиме значај улоге коју је политика одиграла у животима главних јунака.

## Радња
Реч је о животном филму режисера Тасоса Булметиса, који је и сам пореклом из Цариграда, и који се хвата у коштац са тематиком протеривања Грка из Цариграда од стране турске власти 1964. године.
Главни јунак филма је Фанис Јаковидис (ког тумачи Јоргос Хорафас), професор астрофизике у Атини, који чека свог деду из Константинопоља, а ког није видео откако је био дете. Започевши припреме за дедин долазак, позива све његове пријатеље и спрема им низ цариградских јела.
Међутим, изненадна дедина болест не дозвољава му да дође у Атину. Професор тада одлучује да сам оде у Истанбул како би га видео а и како би се поново присетио година које је тамо проживео са својим родитељима, а које тумаче Јероклис Михалидис и Рења Луизиду.
Тамо му се враћају све лепе успомене из детињства, оне непријатне из периода протеривања али и његова прва љубав, Саиме, коју тумачи турска глумица Басак Коклукаја.

## Филм
Филм покушава да се у миру који пружа велика временска раздаљина позабави одређеним историјским периодом и друштвеним проширењима, обелодањујући једну страну грчко-турских односа, али и проблеме прилагођавања са којима су се суочиле избеглице.
Наслов филма у Грчкој је дат на тај начин да алудира на политику, као и на друштвено-историјска збивања којима се бави а која су пре свега политичка.
Филм је добио изванредне критике, како у Грчкој тако и у осталим државама у којима је приказиван. Освојио је 8 награда на Фестивалу филма у Солуну 2003. године: за најбољи филм, најбољу режију, најбољи сценарио, најбољу фотографију, најбољу сценографију, најбољу музику, звук и монтажу док је наредне године представљао избор Грчке за награду Оскар за најбољи страни филм.

## Зарада
Градска кухиња је почела да се приказује у Грчкој на петак, 24. октобра 2003. године. За прва три дана продато је 62.091 карта (од петка до недеље), док други извори тврде да је током та три дана продато чак 65.000 карата, од којих је 46.500 продато само у Атини. Овај ритам је настављен тиме што је у читавој Грчкој за један дан, 28. октобра 2003. године, продато 33.000 карата. У Атини је другог, трећег и четвртог викенда приказивања забележено много више продатих карата у односу на први викенд. Такође, у Атини је овај филм остао на првом месту по продаји карата чак шест недеља у низу а међу првих десет најгледанијих филмова задржао се чак 17 недеља. Све укупно, продато је више од 700.000 карата у Атини, од 1.300.000 широм Грчке. Тиме је срушио рекорд највећег броја продатих карата за грчки филм широм ове земље. У поређењу са осталим филмовима (било грчким, било страним), други је по реду по броју продатих карата, док прво место заузима Титаник. Неки грчки извори тврде да је продато чак 1.600.000, 1.560.000 или 1.277.902 карата.